# Isostreptis porphyrarga
Isostreptis porphyrarga är en fjärilsart som beskrevs av Edward Meyrick 1934. Isostreptis porphyrarga ingår i släktet Isostreptis och familjen fransmalar. Inga underarter finns listade i Catalogue of Life.